# Enric Lucena i Ibarzábal
Enric Lucena i Ibarzábal (Barcelona, 1974) és un fotògraf i periodista català. és llicenciat en Història de l'Art.
Fins a l'estiu del 2023 copresenta El circ, el late night de 8tvcat amb Frank Blanco.